# 宅急送
北京宅急送快运股份有限公司（BEIJING ZJS EXPRESS, Ltd.，缩写为ZJS），简称宅急送，是中国一家民营的快递承运商和包裹运送公司，总部位于中国北京。

## 历史
1994年，由陈平和陈东升各出25万元成立宅急送的前身北京双臣快递。
2008年，创始人陈平卖出其所持有的所有宅急送股权。
2012年8月14日，宅急送2012年第一届董事会召开，会议一致通过由陈平和陈东升的大哥陈显宝为宅急送公司董事长，郑瑞祥为宅急送公司总裁。至此，宅急送形成以郑瑞祥为核心，以刘东屯、陆国荣、汪映极为领导集体的经营管理团队。
现时宅急送每天为中国大陆和香港特别行政区超过31个省市的顾客提供限时速递服务，主要竞争对手包括中国邮政、顺丰速运、圆通速递及申通快递。
2016年，宅急送推出“云微仓”平台。